# 王军 (1953年)
王军（1953年—），中国人民解放军中将。

## 生平
1970年入伍，2000年任中国人民解放军陆军第二十集团军参谋长，2005年任陆军第二十集团军副军长，2006年任济南军区副参谋长，2010年任济南军区装备部部长，2011年12月任济南军区副司令员。2016年，任新建立的中国人民解放军中部战区副司令员。2018年2月24日，当选为第十三届全国人大代表。
2013年晋升中国人民解放军中将。